# Kanytelleis

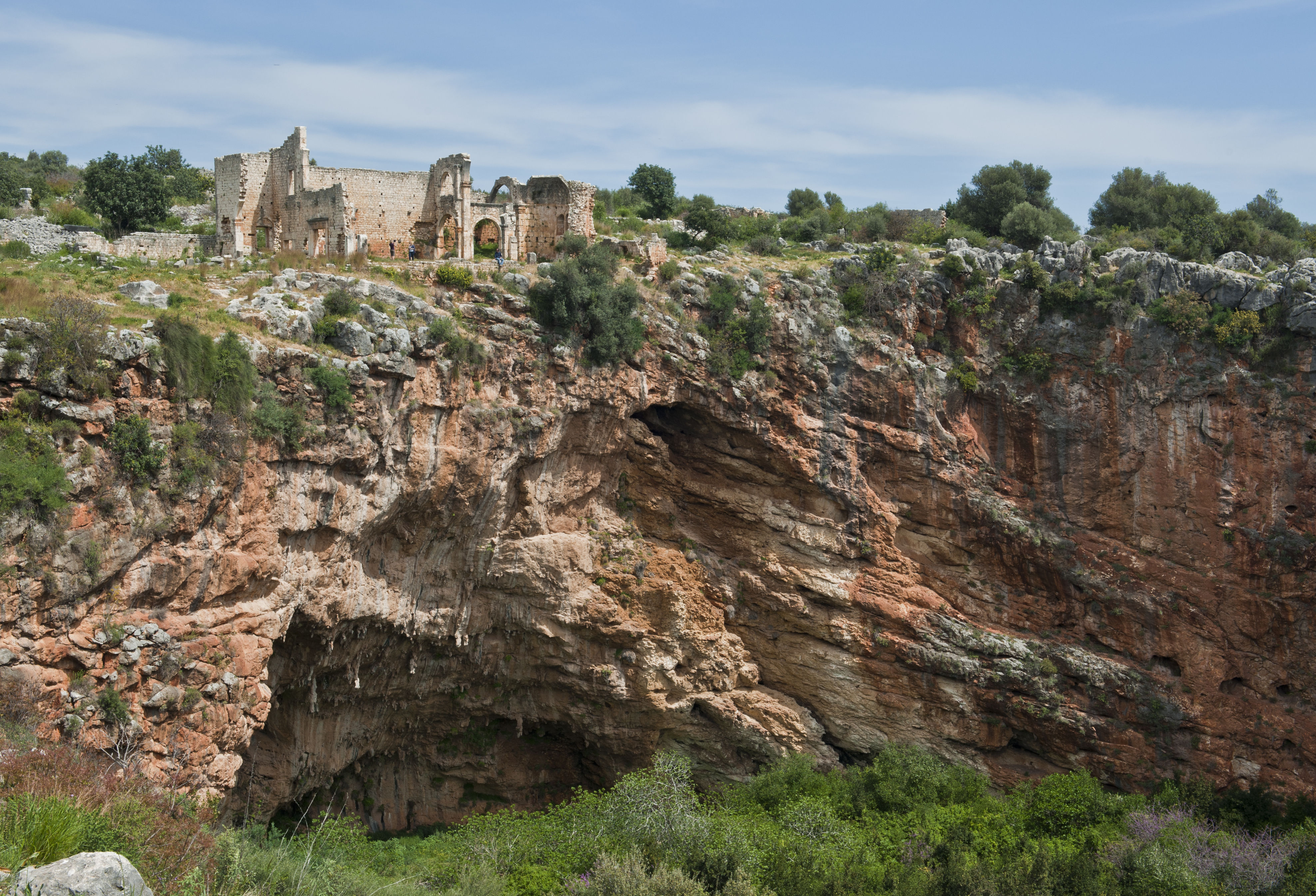
Papylos-Basilika über dem Karst-Einbruch

Kanytelleis (auch Kanytellis, Kanytelis, Kanytella, später Neopolis, heute Kanlıdivane) ist eine antike Stadt in Kilikien. Es liegt an der türkischen Südküste zwischen Silifke und Erdemli, etwa acht Kilometer östlich von Kızkalesi, dem antiken Korykos in der Provinz Mersin.
Koordinaten: 36° 31′ 32″ N, 34° 10′ 46″ O

## Geschichte

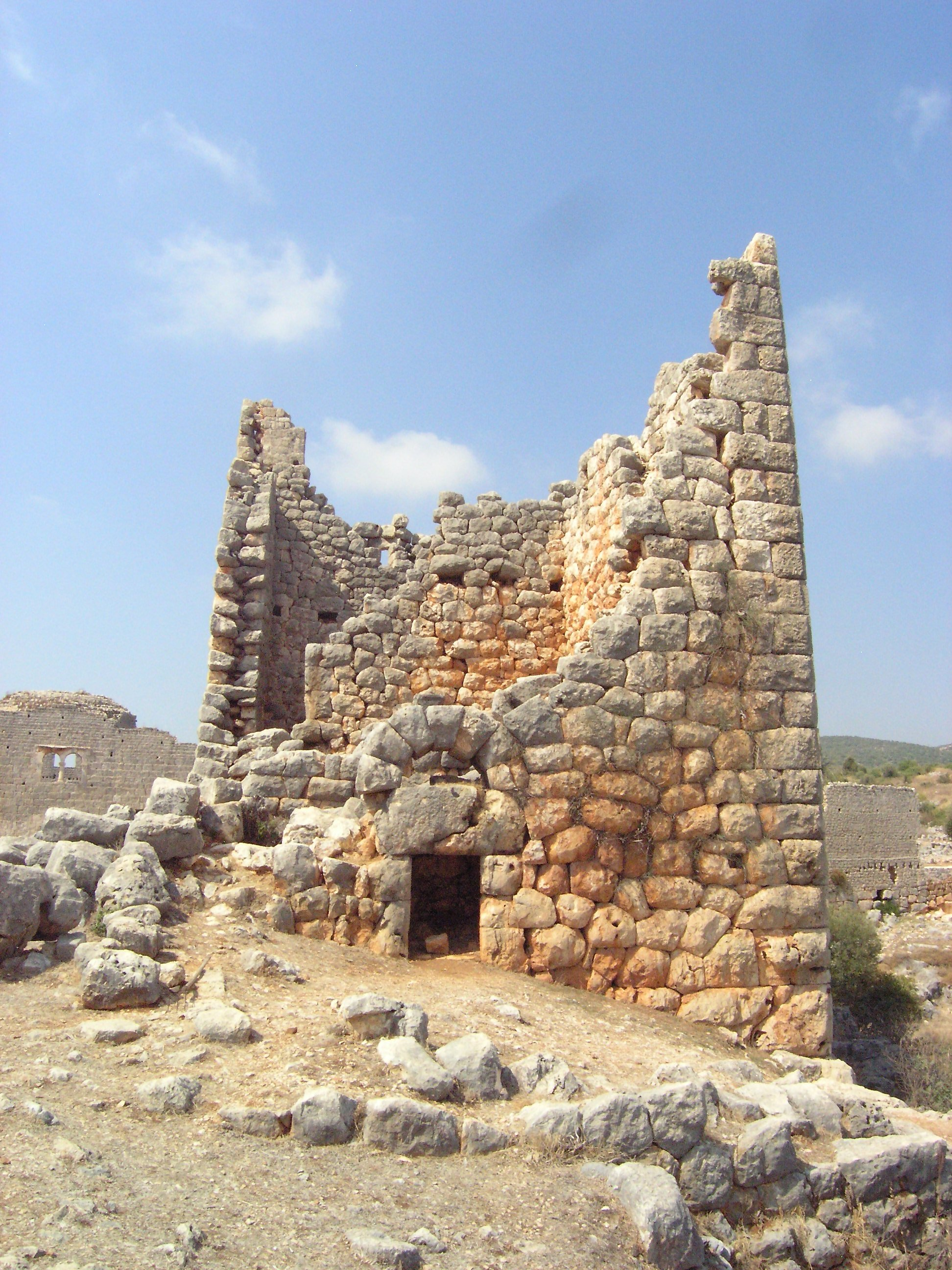
Hellenistischer Wehr- und Wohnturm

Das Gründungsdatum der Stadt ist nicht bekannt, eine vor Ort gefundene Inschrift des Teukros aus Olba lässt aber darauf schließen, dass die Stadt im zweiten Jahrhundert v. Chr. zu dem Priesterstaat des etwa 30 km nordwestlich gelegenen Olba-Diokaisareia gehörte. Darauf weist ebenfalls die als Olbisches Zeichen an dem Turm reliefierte Triskelis hin. Aus anderen Inschriften ist zu lesen, dass der Ort später zu Elaiussa Sebaste gehörte. In der Regierungszeit des oströmischen Kaisers Theodosius II. im fünften Jahrhundert n. Chr. wurde er erweitert und in Neopolis umbenannt. Im 11. Jahrhundert wurde die Stadt vermutlich aufgegeben.
Der französische Orientalist Victor Langlois hat in der Mitte des 19. Jahrhunderts Kanytelleis besucht und als das byzantinische Neopolis identifiziert. Erste Untersuchungen wurden in den 1970er-Jahren unter der Leitung von Semavi Eyice vorgenommen. 2006 begann Hatice Pamir von der Mustafa-Kemal-Universität in Antakya einen Survey.

## Relikte
Die Relikte der Stadt gruppieren sich um eine Einsturzdoline von 70 m Durchmesser und 60 m Tiefe, ähnlich den beiden Karsteinstürzen der nahegelegenen korykischen Grotten. In der Doline, die über Trampelpfade begehbar ist, sind in den Wänden zwei Reliefs eingelassen, an der Südseite ein Abbild von sechs Mitgliedern der Familie Armaronxas, über die allerdings nichts weiter bekannt ist, und an der Nordseite das Porträt eines römischen Kriegers.

### Hellenistischer Turm
Einziges Zeugnis aus vorchristlicher Zeit ist an der südlichen Kante der Doline ein ehemals drei Stockwerke hoher hellenistischer Wehr- und Wohnturm aus polygonalem Mauerwerk mit dem erwähnten Olbischen Zeichen. Eine Weihinschrift für Zeus Olbios weist in das zweite Jahrhundert v. Chr.

### Basilika 1

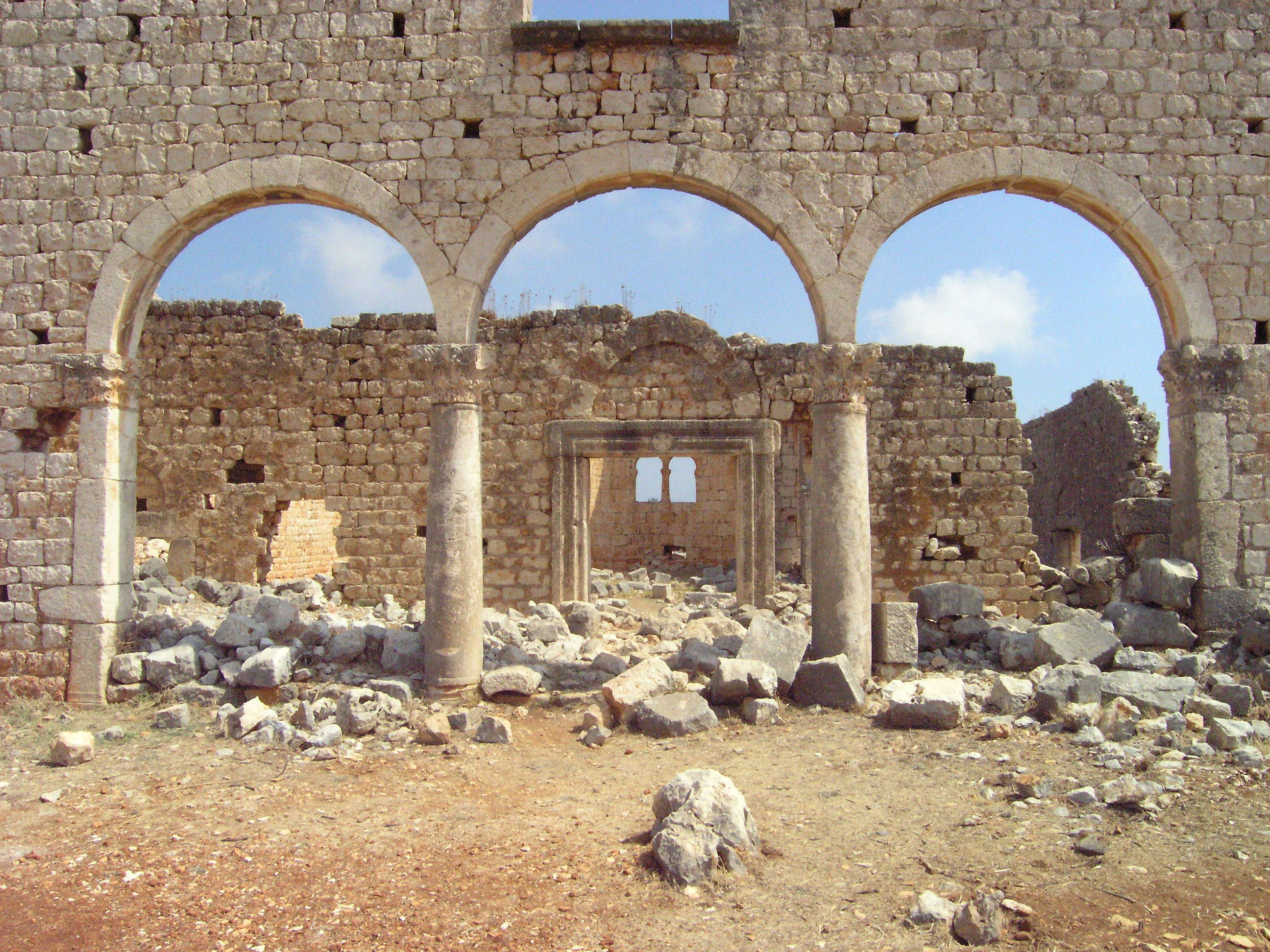
Byzantinische Basilika 1

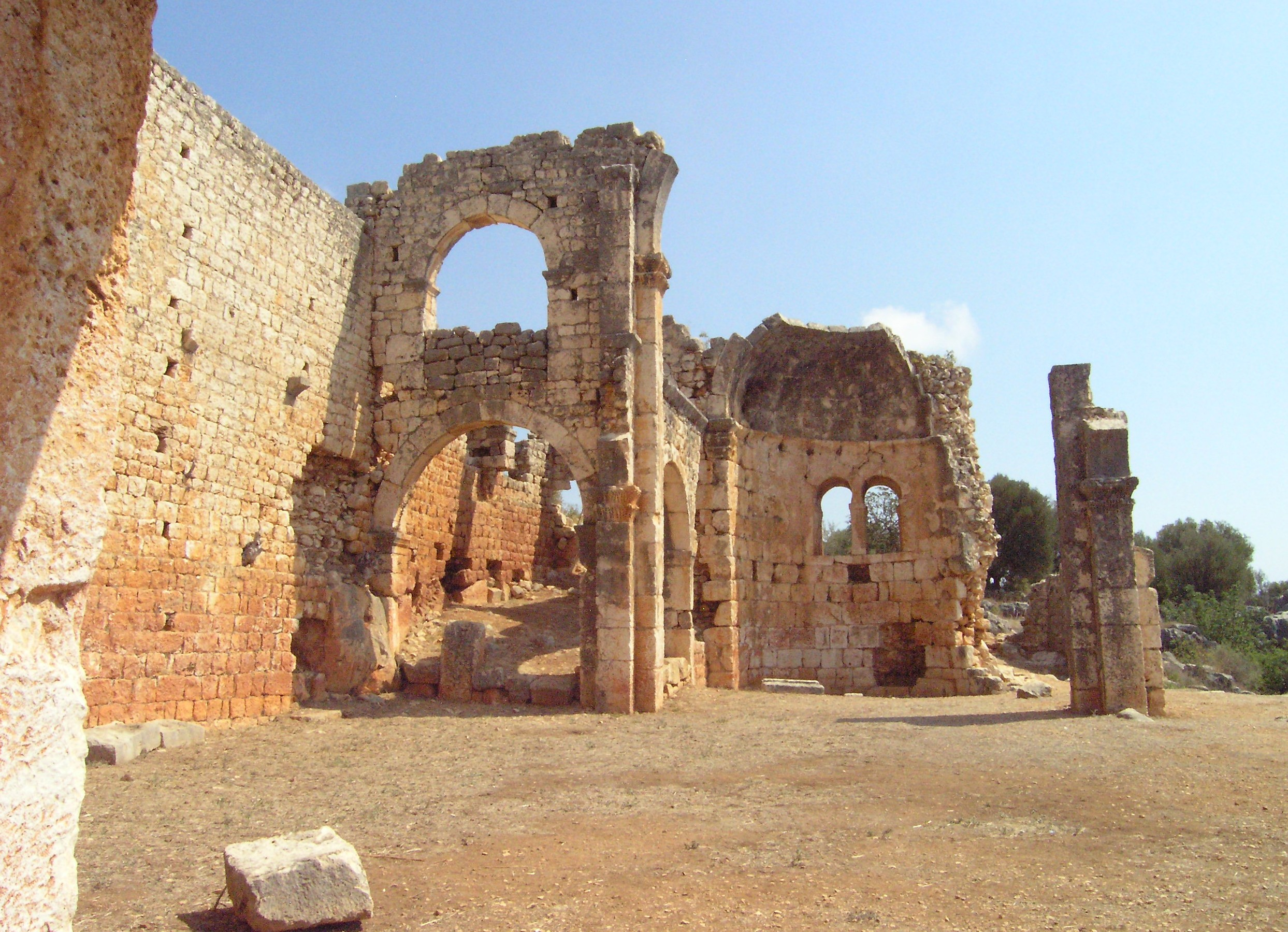
Papylos-Kirche, Innenraum

Im Südwesten der Doline steht die in großen Teilen erhaltene byzantinische Basilika 1, eine dreischiffige Säulenbasilika mit einer Länge von 31 Metern und einer Breite von 18,40 Meter. In den Narthex im Westen führt eine dreiteilige Bogenöffnung, deren Kapitelle mit großlappigen Akanthus-Blättern gestaltet sind. Die weitgehend erhaltene Wand zum Kirchenraum ist in der Mitte durch ein rechteckiges Portal durchbrochen. Die Apsis öffnet ein Zwillingsfenster mit Hufeisenbögen nach Osten. Neben der Apsis sind zweigeschossige Pastophorien angebaut, so dass nach außen ein gerader Chorabschluss entsteht.
Bei einer Umrundung der Doline in Uhrzeigersinn folgen die schlechter erhaltenen Basiliken 2 und 3 im Westen und Nordwesten.

### Papylos-Kirche
Entsprechend einer Stifterinschrift wird die im Nordosten der Doline gelegene dreischiffige Basilika 4 Papylos-Kirche genannt. Sie wurde Ende des fünften Jahrhunderts gebaut und ist die jüngste und am besten erhaltene Basilika von Kanytelleis. Die Wände sind zum großen Teil noch bis zu 8 Metern Höhe erhalten. Lediglich die Südwand ist völlig weggebrochen. Im Westen ist der Basilika ein Vorhof von 15 Meter Breite und etwa 10 Meter Tiefe vorgelagert. Ein halber Bogen steht noch von einer dreiteiligen, offenen Bogenstellung, dem westlichen Eingang in den 3,60 Meter tiefen und 14 Meter breiten Narthex. Der etwa 22 Meter lange Kirchenraum wird durch zwei Säulenarkaden in zwei schmalere Seitenschiffe und ein 6,20 Meter breites Mittelschiff geteilt mit je einer Tür zum Narthex. In der Nordwand zeigen vorkragende steinerne Auflagen die Position der Seitenempore an.
Der Durchgang vom Mittelschiff zum Chorraum war durch einen hohen Triumphbogen überwölbt, von dem noch der linke Ansatz zu sehen ist. Die Apsis mit Zwillingsfenstern steht vor einem geraden Chorabschluss.
Westlich des Zentrums sind auch spärliche Reste von Wohnhäusern zu sehen sowie ein Friedhof aus türkischer Zeit. Im Norden und Westen des Orts liegen mehrere ausgedehnte Nekropolen. Erwähnenswert sind ein Grabhaus, Sarkophage und mit Reliefs ausgestattete Felsengräber. In der Umgebung finden sich verstreute Reste von mehreren Aquädukten, die Kanytelleis, Elaiussa-Sebaste und Korykos mit Wasser versorgten.

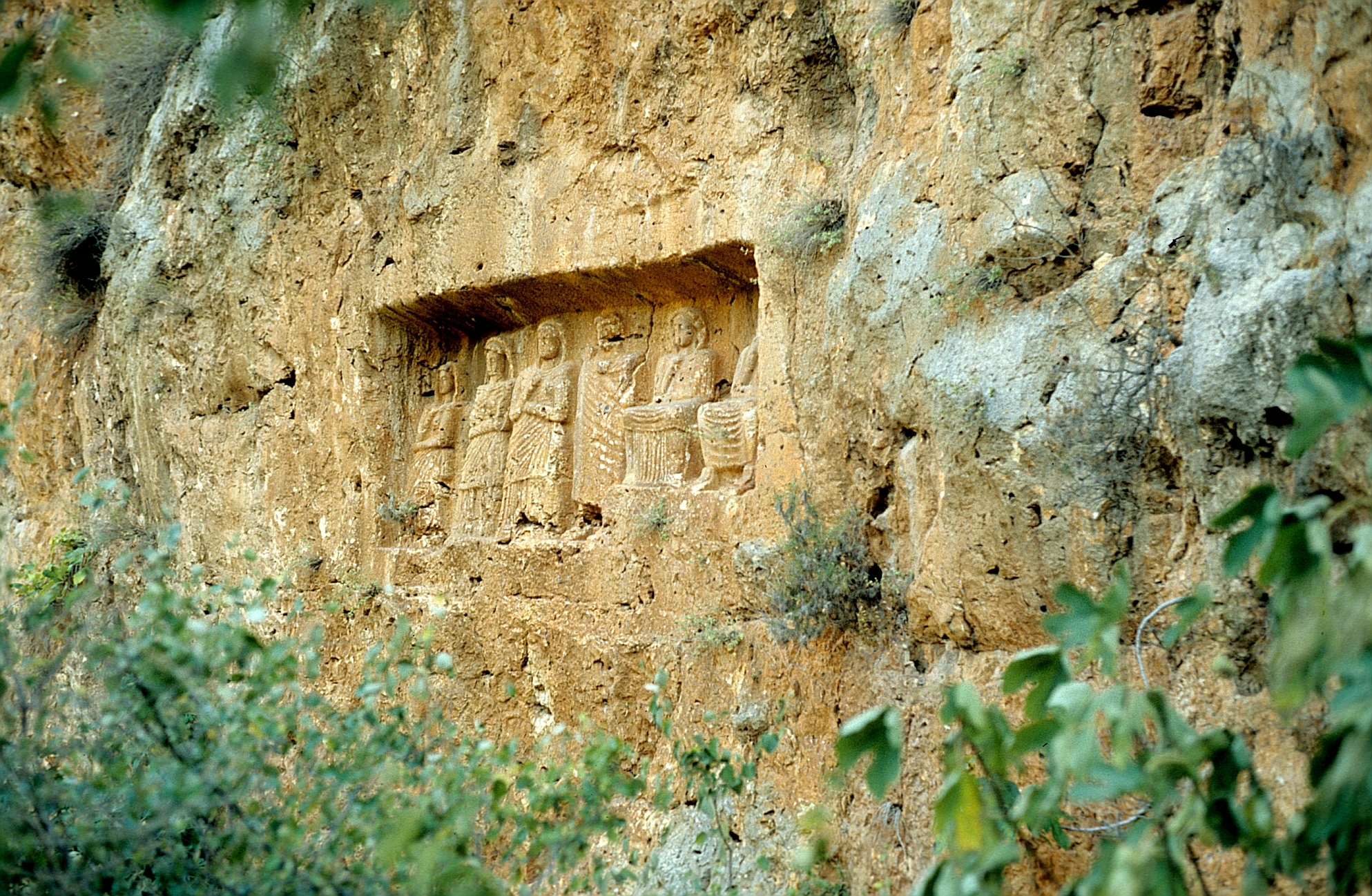
Relief der Familie Armaronxas
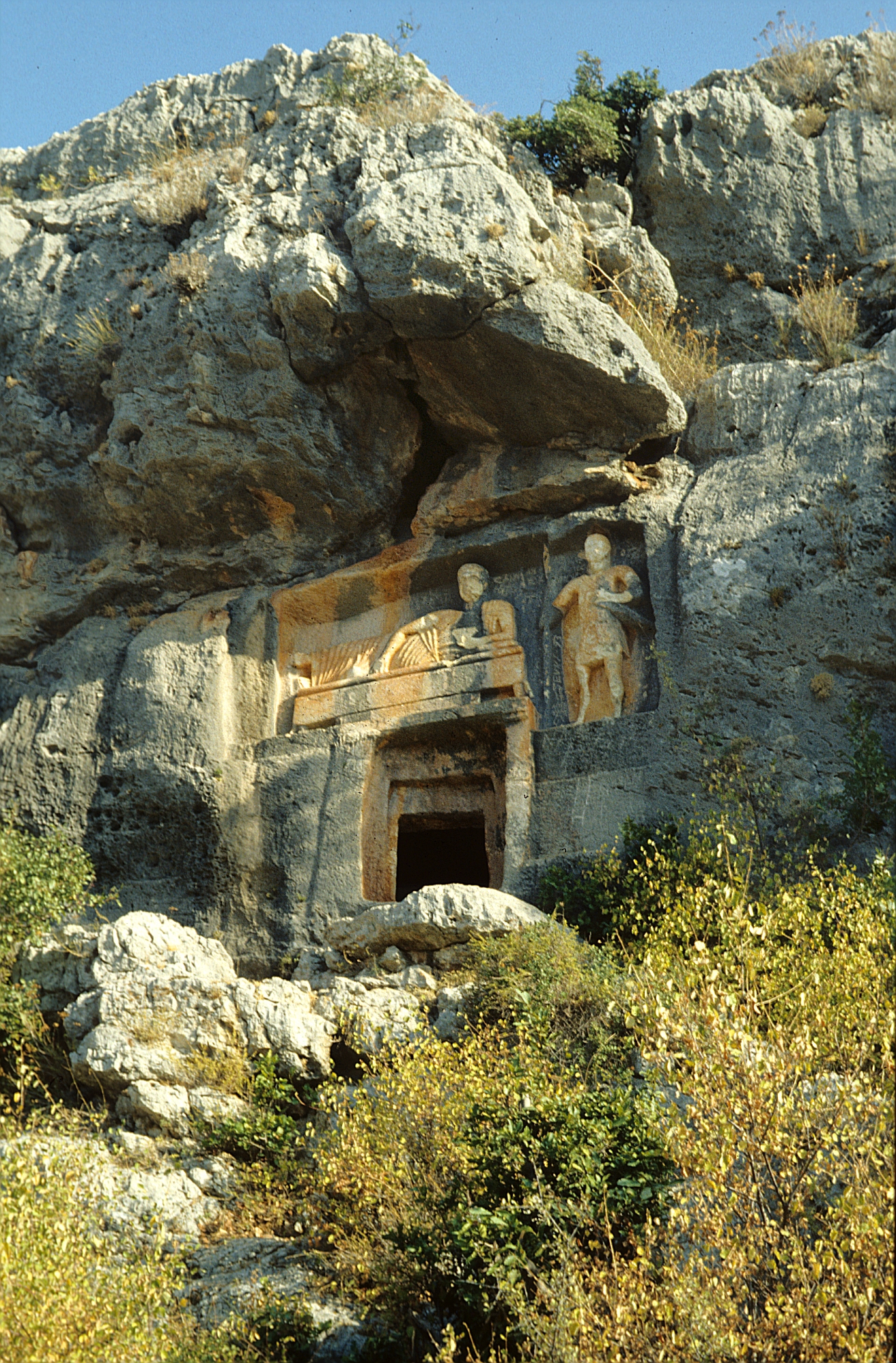
Felsengrab mit Relief
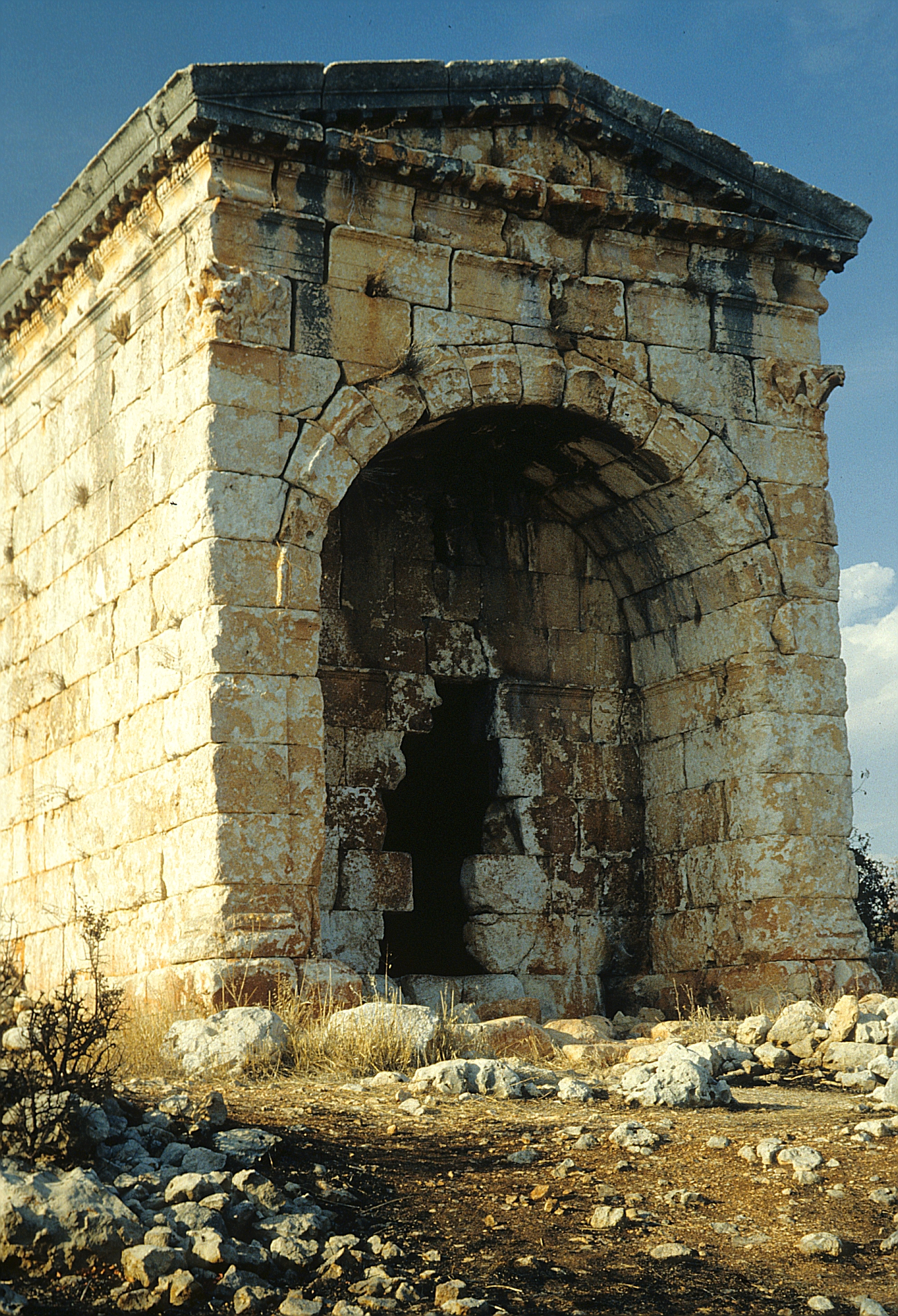
Hausgrab
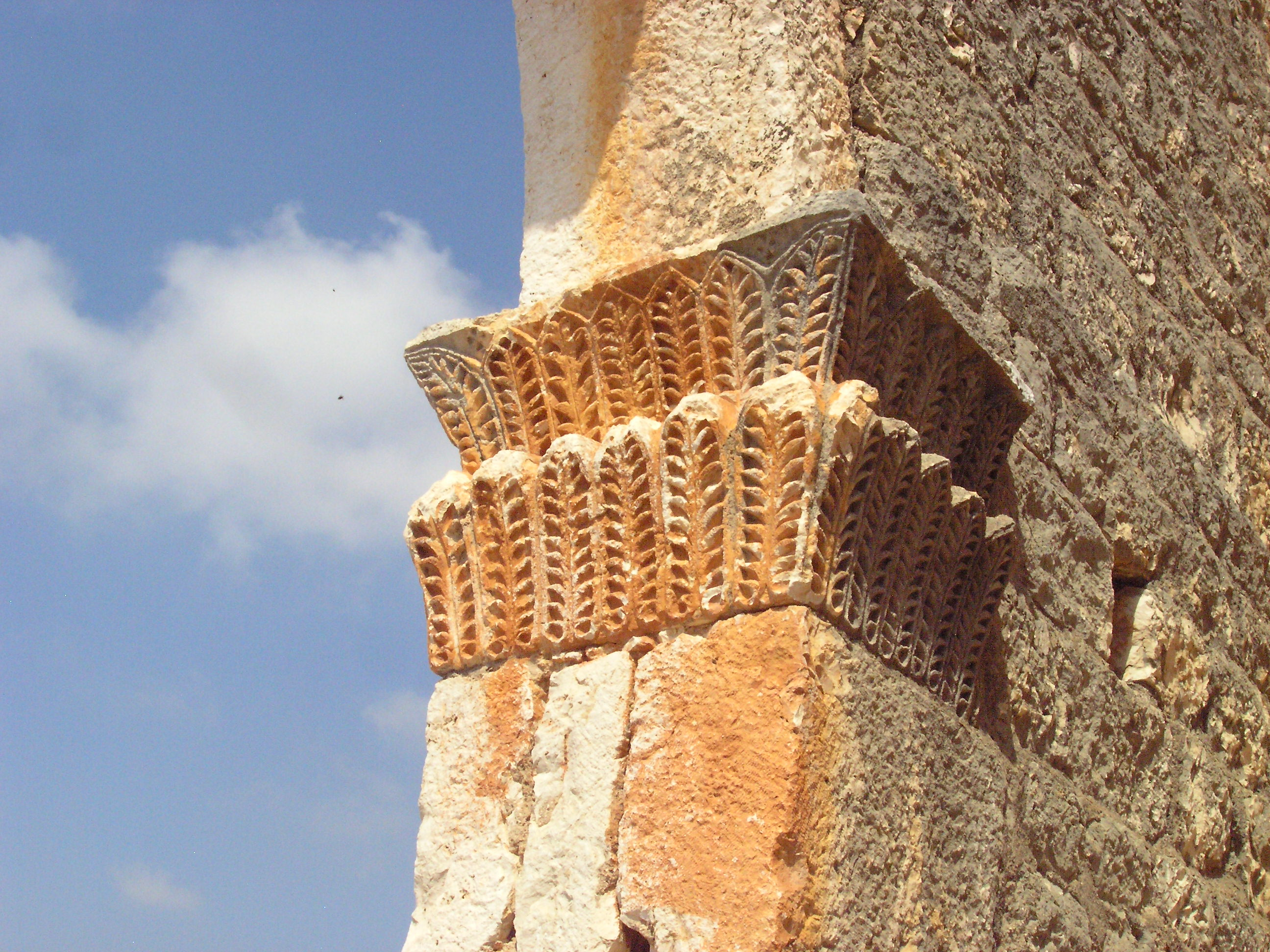
Papylos-Kirche, Pfeiler-Kapitell